# Presles-et-Thierny
Presles-et-Thierny település Franciaországban, Aisne megyében. Lakosainak száma 400 fő (2022. január 1.). Presles-et-Thierny Bruyères-et-Montbérault, Chivy-lès-Étouvelles, Laon, Lierval, Monthenault, Nouvion-le-Vineux és Vorges községekkel határos.

## Népesség
A település népességének változása:
| Lakosok száma | 279  | 338  | 325  | 365  | 401  | 390  | 385  | 379  | 386  | 400  |
|               | 1968 | 1982 | 1990 | 2006 | 2013 | 2015 | 2017 | 2019 | 2020 | 2022 |